# 佐藤徳昭
佐藤 徳昭（さとう のりあき、1969年7月10日（55歳） - ）は、街づくり団体・ひとひとの会の代表やタレント事務所であるラデッキ株式会社の代表取締役を務め、岐阜の地域活性化に取り組んでいる人物である。
かつて人気を誇った柳ケ瀬商店街のキャラクター・やななのプロデュースも行なっていた。

## 経歴および街づくり活動への影響
佐藤は高校生の時にマーチングバンドに打ち込んでいた。全国大会にも出場する強豪校で、腕立てや腹筋などの厳しい練習を経験する。演奏に関しては「演奏だけでどうやって人の心を盗むか、感動してもらうのかをずっと考えていました」と述べており、「ショーを見せる、限界までやる。当時の経験は今につながっています」と回顧している。
高校を卒業後に就職し、何度か転職を経験する。望んだ仕事を行なう事が出来ず、ストレス解消のためにアカペラを始めJR岐阜駅前で歌い始めるとだんだんとファンが集まるようになった。練習も見せるといった工夫や観客とのコミュニケーションの大切さから、ファンをどう作るかという感覚を得た。
やがて、アカペラグループの派遣を仕事として行うようになる。自身も柳ケ瀬や金公園で行われたイベントに出演者として参加するようになったが、イベントに対して主催のNPO法人「G-net」代表理事に提言をした事から運営側としての参加を求められ、G-netの活動に携わると共に柳ケ瀬との縁が始まった。
しかし3年目の2007年8月に体調を崩したことなどからG-netを辞める事となる。

## ひとひとの会の設立
柳ケ瀬で行なったイベントに対して商店主から反発があったことから、佐藤はG-netを辞めた際に元の仕事に戻るつもりでいた。しかし、当時の柳ケ瀬商店街振興組合連合会の理事長から慰留され、また事務所を無料で貸してくれたり物資の提供を受けたりするなど柳ケ瀬の人情に触れたことから柳ケ瀬に腰を据える事を決め、2008年1月に「人で人呼ぶ街づくり」という想いから名付けた「ひとひとの会」を設立する。
最初の仕事として、現存していたものでは情報が古かった柳ケ瀬の商店を紹介するマップの作成に取り組んだ。佐藤は「この人に会いたいと思わせる魅力的な人が（柳ケ瀬）商店街にたくさんいた」「長年まちを見守ってきた店主にはいろいろなエピソードがある。それこそが大型店にない最大の魅力」と述べており、「この人たちを知ってもらう努力が必要」との考えから、店の名前を並べただけではなく商店主のエピソードも盛り込んだ柳ケ瀬商店街の無料地図「アイマップ」の発行を行なった。

## やななのプロデュース

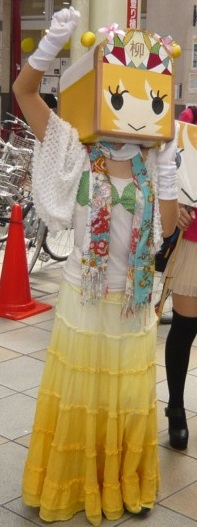
ひとひとの会でプロモーションを手掛けていたやなな

2008年7月に交流拠点として「柳ケ瀬愛あいステーション」がオープンするのに合わせて柳ケ瀬のキャラクターを作ろうと考え、「アーケードのマーメイド」というイラストからやななが決定した。ゆるキャラも作ろうと考えたが、「アイデアさえあれば人を集められることを伝えたかった」という考えから予算1万円で作ることにし、やななは段ボールをかぶっただけの姿となった。また、柳ケ瀬商店街にある人魚像が魔法でゆるキャラに変えられた、本名が「柳ケ瀬行こ！」から「やながせいこ」、身長は8センチメートルだが、岐阜産の枝豆を食べると20倍の大きさになるなどの設定も決められた。
2008年7月5日に、愛あいステーションのオープンとともにやなながお披露目された。
当初は佐藤がやななに同行し、ステージにも上がっていたが、「支援するはずの自分が表に出過ぎてはまずい」と感じ、この役割をひとひとの会に所属していた女子学生に任せるようになる。彼女たちはマネージャーや秘書、広報の肩書きでやななの活動を支えた。一方で佐藤は鬼マネージャーを略した「鬼マネ」と呼ばれるようになった。
活動を始めた頃はやななの容姿に対して「こんなキャラクターで売れるわけない」と酷評を受け、柳ケ瀬商店街からでさえ賛同を得ていた訳ではなかった。
しかし、10月に滋賀県彦根市で行われた「ゆるキャラまつり」に参加し、ひこにゃんと共演したこともあって会場で注目を集めるようになる。このような県外のファンと交流するためにSNSを活用し、一方で柳ケ瀬で会えるように毎週金曜日に「お散歩」を始めるなどファン獲得に向けた活動を行うようになる。また、佐藤は「地方の人は、東京ではやったものをかっこよく感じる傾向がある」と考え、最初は東京にばかりリリースを流し続けてヒットを狙っていた。
これらの活動の結果、やななは2009年のゆるキャラランキングで1位を獲得する。そして翌2010年から開催されたゆるキャラグランプリでも上位を獲得し続けた。
このように人気を維持する中、2012年7月に佐藤は突然やななの2013年3月31日での引退を発表する。これは「やななが20年後も同じように活動を続けるのは非現実的。期限を決めて、活動のピークで終わらせることは以前から決めていた。本人もすごく寂しいが、ずるずる活動を続けるのは結果的に商店街にとってマイナスになる」「（人気の絶頂で引退した）山口百恵さんのようにいなくなるのが、やななを伝説のような形にできるのでは」という理由によるものであった。活動を始めた翌年の2009年頃から既に引退について考えており、当初は2011年の年末に引退する予定であった。しかし岐阜県のときどき商工労働部長就任や岐阜市からの住民票の交付など行政の支援があったため、予定より活動期間を延長していた。この年の6月30日と7月1日に柳ケ瀬商店街で行われた「全国ゆるキャラ大集合」で12万人を動員し、「各商店がやればできることを自覚したことで、役目を果たしたと引退を決意した」という。そして2013年3月30日、31日に柳ケ瀬商店街でやななの引退イベントが行われ、やななの活動に幕が下ろされた。

## やななの引退後

### ひとひとの会
ひとひとの会としての活動は、当該ページを参照。

### タレント事務所・ラデッキ
佐藤は2012年4月に、イベントの企画運営や岐阜ご当地タレントの育成を業務とするラデッキ株式会社を設立した。大学生時代からひとひとの会に所属している、やななの元秘書であるやながせゆっこが所属し、ご当地タレントとして活動している。また過去には、岐阜美少女図鑑のモデル時代に佐藤がスカウトした、やななの元広報の塚本明里も所属していた。

### その他
- 佐藤はやななの引退後もキャラクターのプロデュースに関与しており、岐阜県本巣市のマスコットキャラクターである「もとまる」がゆるキャラグランプリに出馬した際には臨時選挙マネージャーを務め[40]、後に「もとまる戦略プロデューサー」に就任している[41][注 7]。また、多数のゆるキャラを集めたイベントを柳ケ瀬で開催していた[42]

- 2017年に岐阜市で開催された「岐阜市信長公450プロジェクト」の元となる企画を作成している[43]。

- 各所で地域振興の講演を行なっている[44][45][46][47]。

- 岐阜大学のゲスト講師として大学生の指導を行なっている[46][48]。

## 肩書[49]
- ラデッキ株式会社 代表取締役
- ひとひとの会 代表
- 本巣市もとまる戦略プロデューサー
- 岐阜大学 まちづくりリーダー ゲスト講師
- 蜂蜜★皇帝顧問
- 濃姫まつり会長兼プロデューサー
- 幻まつり相談役

かつての肩書
- やななの「鬼マネ」
- NPO法人G-net理事